# オニキス
オニキス（onyx、オニックス）は、縞状の玉髄の一種。石灰岩の一種で、断面に波状の縞模様をもつ。オニックスマーブル、縞大理石、層状大理石とも呼ばれ、美麗なものは装飾材として珍重される。また、硬質なので、固体試料を粉砕・混合する乳鉢などに用いる。
瑪瑙（めのう）とオニキスの違いは縞の形状だけであり、瑪瑙のうち平行な縞のあるものがオニキスである。「onyx」は同じ綴りのラテン語に由来し、語源は「爪」を意味する古代ギリシャ語の「ὄνυξ」。肉のような色合いの場合には、オニキスは指の爪に似ていると言われることがある。「ネイル（英: nail、爪）」も同根語である。

## 産出地
オニキスの原石は世界各地で産出する。アルゼンチン、オーストラリア、ドイツ、チェコやイギリスのスコットランドなど。

## 性質・特徴
主成分は SiO2（二酸化ケイ素）。比重は2.55-2.70、モース硬度は6.5-7。石英とモガン石の細かい連晶からなり、隠微晶質（肉眼では結晶を認めることができず、非晶質のように見える）である。
オニキスの縞の色は白色をはじめ、（紫や青のような色合いを除き）ほぼあらゆる色のものがある。一般には、オニキスの標本にある縞模様は黒色や白色である。

## 種類
縞瑪瑙（しまめのう、英: banded agate）には、タマネギのように同心状に縞が成長したもの、平行に縞が成長したもの、レースのカーテンのように縞が成長したものなど、様々なものが存在する。その縞瑪瑙の中でも平行な縞状模様があるものがオニキスであるが、オニキスを単に縞瑪瑙とも呼ぶ。
サードニクス（sardonyx、サードニックス）
オニキスの一種で、縞目が紅色と白色に彩られていて美しいもの。紅縞瑪瑙（べにしまめのう）とも呼ばれる。
ブラックオニキス（black onyx）
おそらく最も有名な種類であるが、縞目に色のあるオニキスに比べ、ありふれたものではない。「ブラックオニキス」の黒色とサードニクスの赤色や黄色を生じさせるのに、ともに古代より人工処理（トリートメント）が用いられてきた。市場のほとんどの「ブラックオニキス」は人工的に着色されたものである。

## 用途・加工法

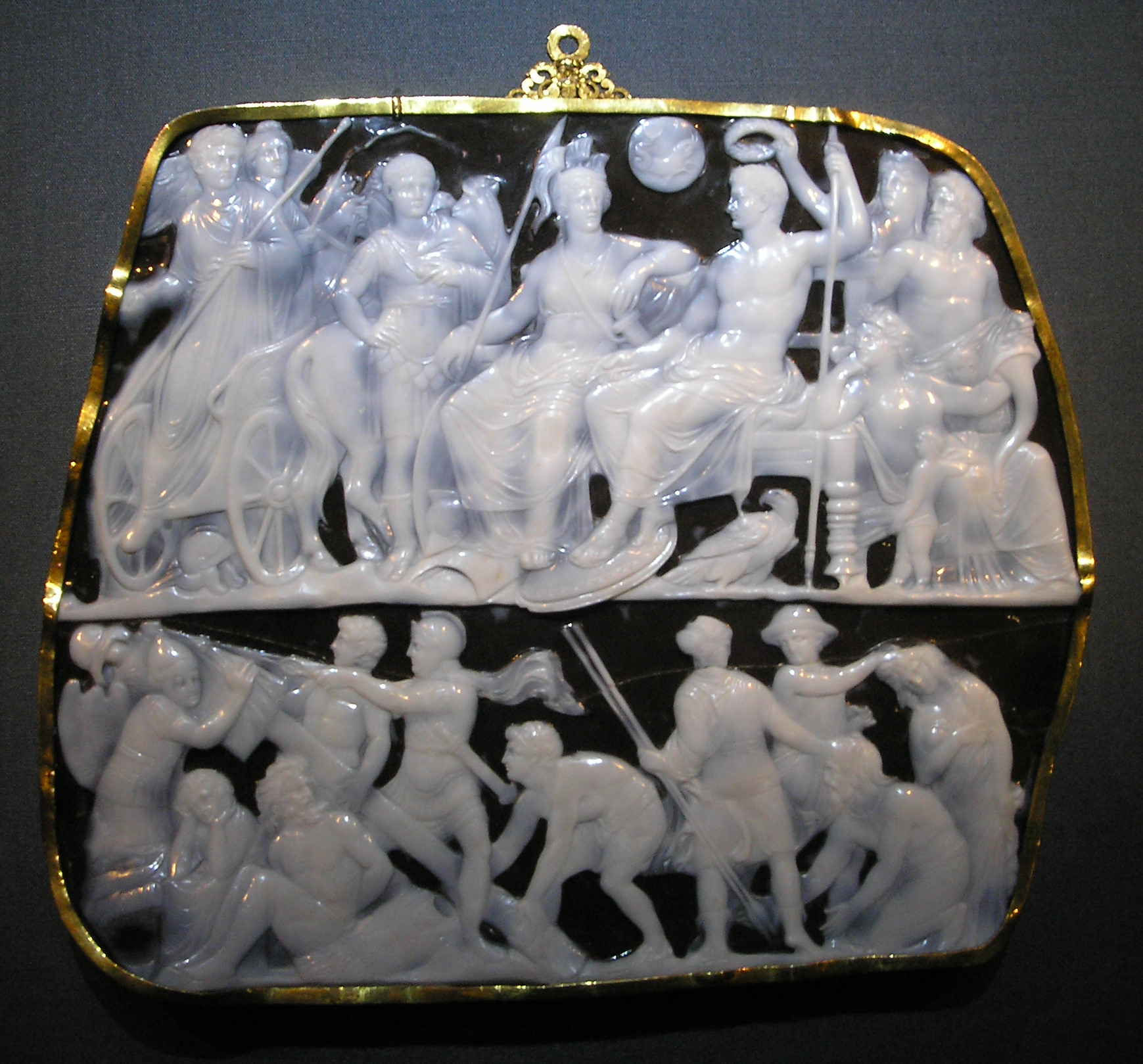

蛋白石質と石英質の部分が交互に配列するため、縞状に見え、黒色と白色がきれいに層状になっているものは、古くからカメオ細工の材料として用いられている。縞を生かしたデザインにされる場合と、単色部分のみを用いたデザインにされる場合がある。